# Saison 2014 de l'équipe cycliste RusVelo

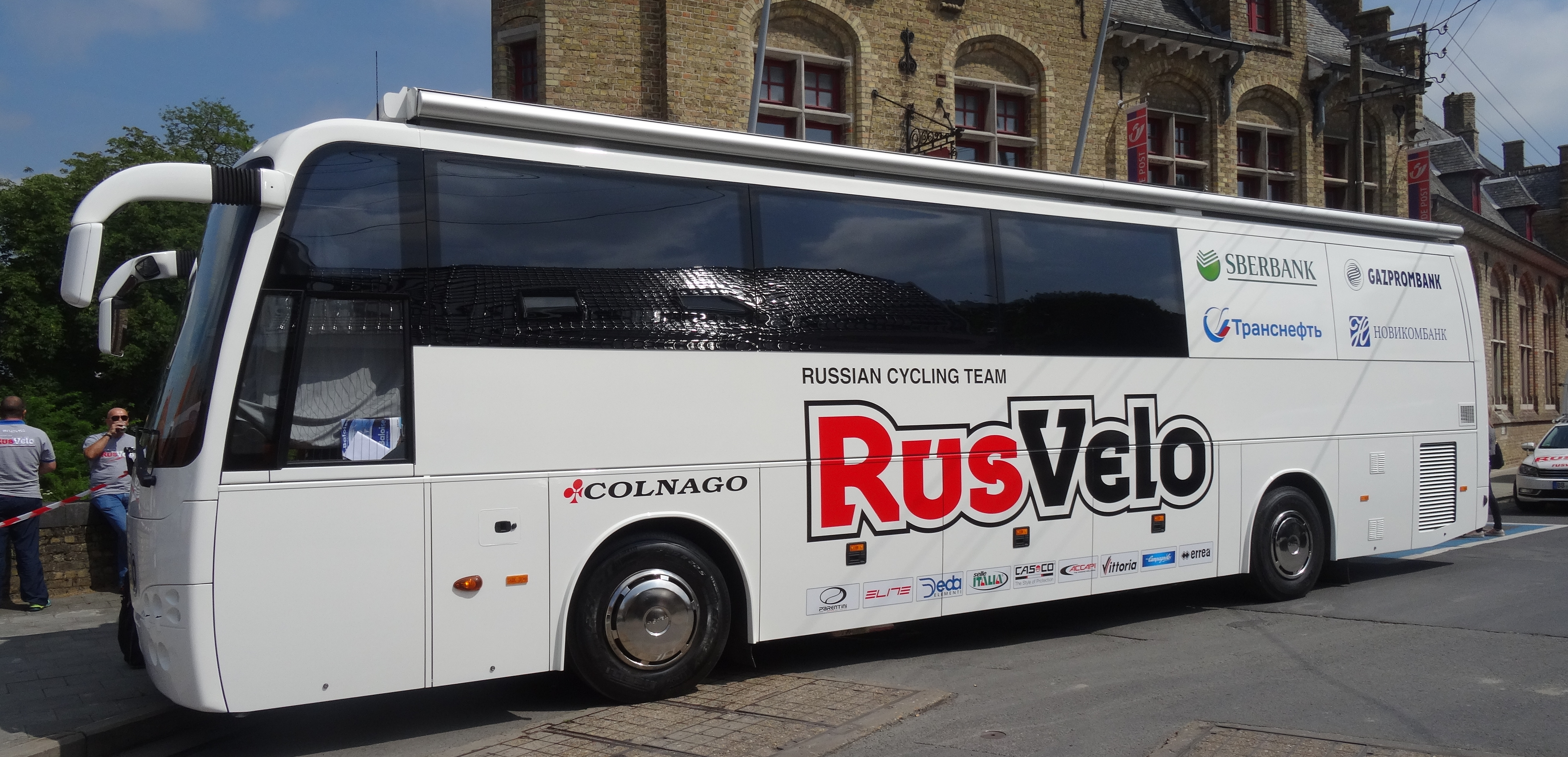
Le bus lors du contre-la-montre de la 3e étape du Tour de Belgique 2014 à Dixmude.

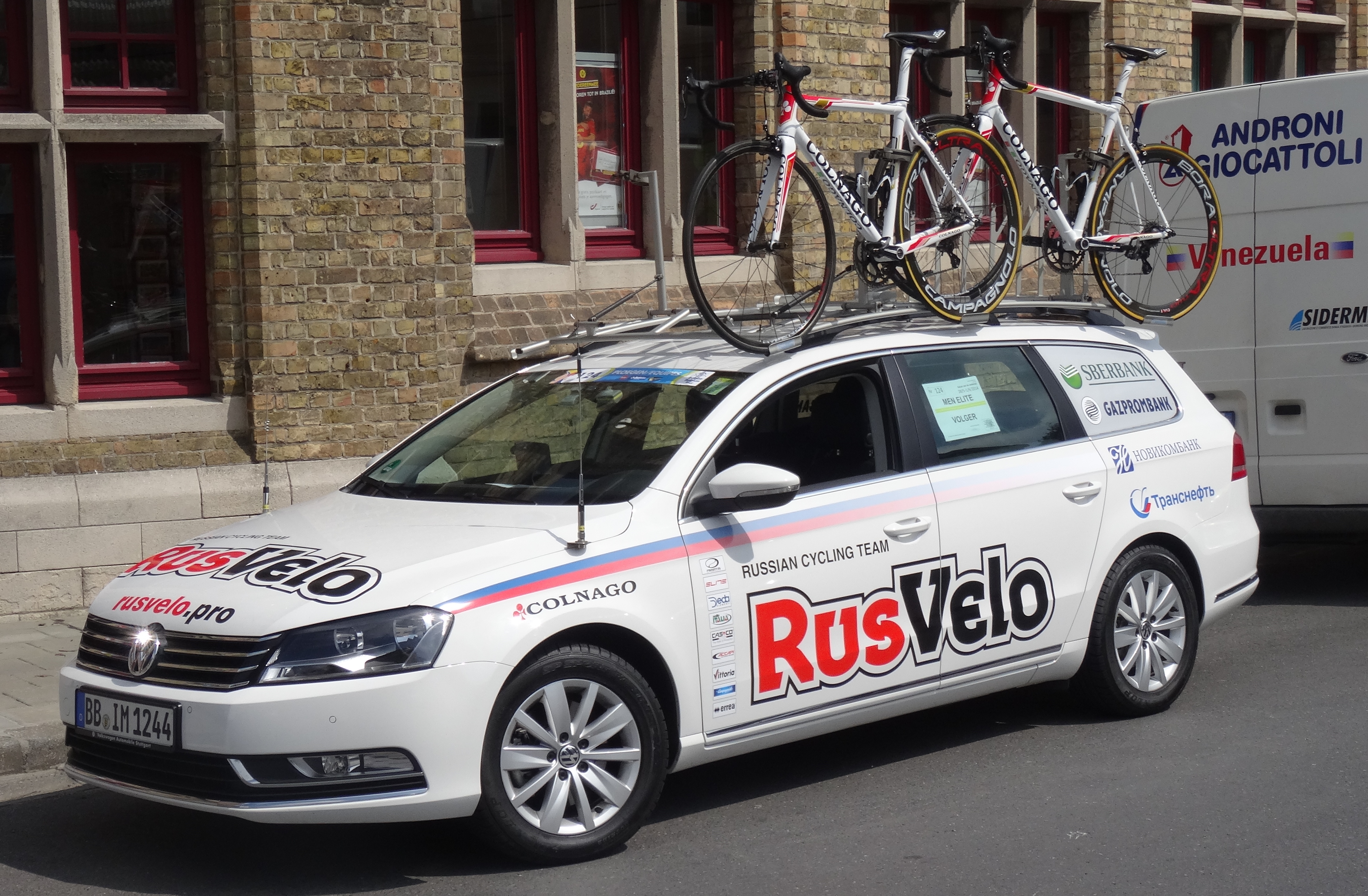
Une des voitures lors du contre-la-montre de la 3e étape du Tour de Belgique 2014 à Dixmude.

La saison 2014 de l'équipe cycliste RusVelo est la troisième de cette équipe.

## Préparation de la saison 2014

### Arrivées et départs
| Arrivées          | Équipe 2013          |
| ----------------- | -------------------- |
| Ivan Balykin      | GS Podenzano         |
| Timofey Kritskiy  | Katusha              |
| Sergueï Lagoutine | Vacansoleil-DCM      |
| Kirill Pozdnyakov | Synergy Baku Project |

| Départs           | Équipe 2014         |
| ----------------- | ------------------- |
| Valery Kaykov     | suspension          |
| Pavel Kochetkov   | Katusha             |
| Ievgueni Kovalev  | Russian Helicopters |
| Ivan Kovalev      | Russian Helicopters |
| Viktor Manakov    | Itera-Katusha       |
| Alexander Mironov |                     |
| Alexander Rybakov | Katusha             |
| Ivan Savitskiy    | Russian Helicopters |

## Coureurs et encadrement technique

### Effectif
| Cycliste            | Date de naissance | Nationalité | Équipe 2013          |
| ------------------- | ----------------- | ----------- | -------------------- |
| Ivan Balykin        | 26 novembre 1990  | Russie      | GS Podenzano         |
| Igor Boev           | 22 novembre 1989  | Russie      | RusVelo              |
| Artur Ershov        | 7 mars 1990       | Russie      | RusVelo              |
| Sergey Firsanov     | 3 juillet 1982    | Russie      | RusVelo              |
| Sergueï Klimov      | 7 juillet 1980    | Russie      | RusVelo              |
| Leonid Krasnov      | 24 janvier 1980   | Russie      | RusVelo              |
| Timofey Kritskiy    | 24 janvier 1987   | Russie      | Katusha              |
| Sergueï Lagoutine   | 14 janvier 1981   | Russie      | Vacansoleil-DCM      |
| Roman Maikin        | 14 août 1990      | Russie      | RusVelo              |
| Artem Ovechkin      | 11 juillet 1986   | Russie      | RusVelo              |
| Sergey Pomoshnikov  | 17 juillet 1990   | Russie      | RusVelo              |
| Kirill Pozdnyakov   | 20 janvier 1989   | Russie      | Synergy Baku Project |
| Alexander Serov     | 12 novembre 1982  | Russie      | RusVelo              |
| Andrey Solomennikov | 10 juin 1987      | Russie      | RusVelo              |
| Gennadi Tatarinov   | 20 avril 1991     | Russie      | RusVelo              |
| Ilnur Zakarin       | 15 septembre 1989 | Russie      | RusVelo              |

## Bilan de la saison

### Victoires
| Date       | Course                                              | Pays        | Classe | Vainqueur           |
| ---------- | --------------------------------------------------- | ----------- | ------ | ------------------- |
| 01/04/2014 | 1re étape du Grand Prix de Sotchi                   | Russie      | 2.2    | Sergueï Lagoutine   |
| 02/04/2014 | 2e étape du Grand Prix de Sotchi                    | Russie      | 2.2    | Roman Maikin        |
| 06/04/2014 | Classement général du Grand Prix de Sotchi          | Russie      | 2.2    | Ilnur Zakarin       |
| 16/04/2014 | 1re étape du Grand Prix d'Adyguée                   | Russie      | 2.2    | Ilnur Zakarin       |
| 17/04/2014 | 2e étape du Grand Prix d'Adyguée                    | Russie      | 2.2    | Igor Boev           |
| 20/04/2014 | 5e étape du Grand Prix d'Adyguée                    | Russie      | 2.2    | Igor Boev           |
| 20/04/2014 | Classement général du Grand Prix d'Adyguée          | Russie      | 2.2    | Ilnur Zakarin       |
| 01/05/2014 | Mayor Cup                                           | Russie      | 1.2    | Sergueï Lagoutine   |
| 02/05/2014 | Mémorial Oleg Dyachenko                             | Russie      | 1.2    | Andrey Solomennikov |
| 03/05/2014 | Grand Prix de Moscou                                | Russie      | 1.2    | Leonid Krasnov      |
| 07/05/2014 | 2e étape des Cinq anneaux de Moscou                 | Russie      | 2.2    | Igor Boev           |
| 08/05/2014 | 3e étape des Cinq anneaux de Moscou                 | Russie      | 2.2    | Sergueï Lagoutine   |
| 09/05/2014 | 4e étape des Cinq anneaux de Moscou                 | Russie      | 2.2    | Igor Boev           |
| 09/05/2014 | Classement général des Cinq anneaux de Moscou       | Russie      | 2.2    | Andrey Solomennikov |
| 11/05/2014 | Classement général du Tour d'Azerbaïdjan            | Azerbaïdjan | 2.1    | Ilnur Zakarin       |
| 11/06/2014 | 1re étape du Grand Prix Udmurtskaya Pravda          | Russie      | 2.2    | Timofey Kritskiy    |
| 14/06/2014 | 4e étape du Grand Prix Udmurtskaya Pravda           | Russie      | 2.2    | Artur Ershov        |
| 15/06/2014 | Classement général du Grand Prix Udmurtskaya Pravda | Russie      | 2.2    | Artur Ershov        |
| 12/07/2014 | 7e étape du Tour du lac Qinghai                     | Chine       | 2.HC   | Timofey Kritskiy    |
| 21/08/2014 | 2e étape du Baltic Chain Tour                       | Lettonie    | 2.2    | Ivan Balykin        |
| 03/10/2014 | 2e étape du Tour du Caucase                         | Russie      | 2.2    | Igor Boev           |
| 05/10/2014 | 4e étape du Tour du Caucase                         | Russie      | 2.2    | Sergey Firsanov     |
| 06/10/2014 | Classement général du Tour du Caucase               | Russie      | 2.2    | Sergey Firsanov     |

### Résultats sur les courses majeures
L'équipe n'est invitée sur aucune des cinq classiques majeures (Milan-San Remo, Tour des Flandres, Paris-Roubaix, Liège-Bastogne-Liège, Tour de Lombardie) ni sur aucun des trois grands tours (Tour d'Italie, Tour de France, Tour d'Espagne).

### Classements UCI

#### UCI America Tour
L'équipe RusVelo termine à la 28e place de l'America Tour avec 20 points. Ce total est obtenu par l'addition des points des huit meilleurs coureurs de l'équipe au classement individuel, cependant seuls trois coureurs sont classés,.
| Rang | Coureur          | Points |
| ---- | ---------------- | ------ |
| 244  | Timofey Kritskiy | 10     |
| 285  | Alexander Serov  | 8      |
| 427  | Artur Ershov     | 2      |

#### UCI Asia Tour
L'équipe RusVelo termine à la 38e place de l'Asia Tour avec 76 points. Ce total est obtenu par l'addition des points des huit meilleurs coureurs de l'équipe au classement individuel, cependant seuls cinq coureurs sont classés,.
| Rang | Coureur           | Points |
| ---- | ----------------- | ------ |
| 117  | Sergueï Lagoutine | 32     |
| 169  | Timofey Kritskiy  | 20     |
| 259  | Igor Boev         | 11     |
| 326  | Kirill Pozdnyakov | 7      |
| 353  | Leonid Krasnov    | 6      |

#### UCI Europe Tour
L'équipe RusVelo termine à la 8e place de l'Europe Tour avec 1 165,4 points. Ce total est obtenu par l'addition des points des huit meilleurs coureurs de l'équipe au classement individuel,.
| Rang | Coureur             | Points |
| ---- | ------------------- | ------ |
| 9    | Ilnur Zakarin       | 349,8  |
| 18   | Sergueï Lagoutine   | 263,5  |
| 87   | Sergey Firsanov     | 127,8  |
| 125  | Andrey Solomennikov | 96     |
| 137  | Igor Boev           | 92     |
| 155  | Roman Maikin        | 83     |
| 173  | Artur Ershov        | 76,3   |
| 222  | Ivan Balykin        | 62     |
| 264  | Leonid Krasnov      | 51     |
| 294  | Sergueï Klimov      | 46     |
| 297  | Artem Ovechkin      | 45,8   |
| 447  | Timofey Kritskiy    | 28     |
| 707  | Sergey Pomoshnikov  | 11,5   |
| 972  | Alexander Serov     | 3,8    |